# Schizaspidia aenea
Schizaspidia aenea (лат.) — вид паразитических наездников рода Schizaspidia из семейства Eucharitidae.

## Распространение
Встречаются в Австралии (Квинсленд).

## Описание
Мелкие хальцидоидные наездники. Длина 4,75 мм. Основная окраска с зеленоватым блеском и жёлтовато-коричневыми брюшком и ногами; петиоль и тазики черноватые. Отличается от всех других видов Schizaspidia следующими признаками: скутеллярные отростки развиты, длинные; грудь морщинистая, скутеллюм с продольными бороздками; усики самца 12-члениковые с восемью ветвями-отросткам на 2-9-м члениках. Предположительно как и другие близкие виды паразитоиды личинок и куколок муравьев (Formicidae).
Вид был впервые описан в 1913 году американским энтомологом Александром Жироу (1884—1941).